# Criollo Javindo
Javindo, también conocido con el nombre peyorativo Krontjong, es una lengua criolla de base neerlandesa que se habla en Java, Indonesia, como Semarang . El nombre Javindo es una combinación de Java e Indo, la palabra holandesa para una persona de ascendencia mixta indonesia y neerlandesa  Esta lengua, se desarrolló a partir de la comunicación y contacto entre madres de habla javanesa y padres de habla neerlandesa en familias indonesias, funcionando como lingua franca. Sus principales hablantes eran mestizos de neerlandeses y nativos de Java. Su gramática está basada en el javanés, y su vocabulario está basado en el léxico neerlandés, pero pronunciado con fonemas del idioma javanés.  Muestra la simplificación del sistema verbal morfológico de la gramática javanesa, como la fusión de clases verbales y la desaparición de subcategorías verbales. 
No debe confundirse con Petjo, un criollo diferente de base neerlandesa y el malayo también hablado por los indoeurasiáticos. Con la pérdida de la generación que vivió en la era de las Indias Orientales Holandesas, esa lengua casi ha desaparecido, pero se ha convertido en un símbolo de bidentidad para los descendientes de indos.  Por el contrario, la sociedad colonial veía las lenguas criollas como un neerlandés deformado que debía ser corregido lo más rápidamente posible. 